# 汪善
汪善，字存初，南直隸歙县（今屬安徽）人。明朝政治人物、进士。
永乐四年（1406年），其中进士二甲第四十一名。永樂七年，授吏科给事中，弹劾不避权贵。永樂二十年，被彈劾擔任夷陵州知州；后担任永州府同知。